# NHL (2016/2017)
Sezon NHL 2016/2017 – 99. sezon gry National Hockey League, a 100. jej działalności. Pierwsze mecze sezonu odbyły się 12 października 2016 roku. Sezon zasadniczy zakończył się 9 kwietnia 2017 roku. Puchar Stanleya rozpoczął się 12 kwietnia a zakończył 11 czerwca 2017.Tytułu mistrzowski obroniła drużyna Pittsburgh Penguins co wydarzyło się po raz pierwszy od lat 1997–1998 kiedy powtórzyła sukces drużyna Detroit Red Wings. W Los Angeles w dniu 29 stycznia odbył się Mecz Gwiazd w formule jak w roku 2016.

## Wydarzenia przedsezonowe

### NHL Entry Draft 2016
W dniach 24–25 czerwca 2016 w roku w hali First Niagara Center w amerykańskim mieście Buffalo w stanie Nowy Jork odbył się 54 draft w historii. Z numerem jeden został wybrany Amerykanin Auston Matthews przez kanadyjski klub Toronto Maple Leafs, a z numerem drugim Fin Patrik Laine przez Winnipeg Jets.

### Salary cap
W grudniu 2015 roku komisarz ligi Gary Bettman poinformował, że prognozowany pułap wynagrodzeń na sezon 2016/2017 wyniesie przynajmniej 74,5 mln dolarów.

## Sezon regularny

### NHL All-Star Game
62 Mecz Gwiazd odbył się 29 stycznia 2017 w hali Staples Center w Los Angeles. Gospodarzem po raz trzeci była miejscowa drużyna Los Angeles Kings. Tak jak w roku 2016 wystąpiły cztery drużyny reprezentujące poszczególne dywizje. Zwyciężyła drużyna Dywizji Metropolitalnej, która w finale pokonała 4:3 drużynę Dywizji Pacyficznej.

### Tabela końcowa
W przypadku równej ilości punktów pozycję każdego zespołu w konferencji określa się w następującej kolejności:
1. Większa liczba zwycięstw w czasie regularnym lub po dogrywce (nie po rzutach karnych), w tabelach podane w ostatniej kolumnie (ZRD);
2. Punkty we wzajemnych meczach;
3. Różnica bramek we wszystkich meczach.

| Konferencja Wschodnia  |                       |    |    |    |    |     |     |     |     |
| Dywizja Atlantycka     |                       |    |    |    |    |     |     |     |     |
| Lp.                    | Drużyna               | M  | Z  | PK | P  | ZB  | SB  | Pkt | ZRD |
| 1.                     | Montreal Canadiens    | 82 | 47 | 9  | 26 | 226 | 200 | 103 | 44  |
| 2.                     | Ottawa Senators       | 82 | 44 | 10 | 28 | 212 | 214 | 98  | 38  |
| 3.                     | Boston Bruins         | 82 | 44 | 7  | 31 | 234 | 212 | 95  | 42  |
| 4.                     | Toronto Maple Leafs   | 82 | 40 | 15 | 27 | 251 | 242 | 95  | 38  |
| 5.                     | Tampa Bay Lightning   | 82 | 42 | 10 | 30 | 234 | 227 | 94  | 38  |
| 6.                     | Florida Panthers      | 82 | 35 | 11 | 36 | 210 | 237 | 81  | 30  |
| 7.                     | Detroit Red Wings     | 82 | 33 | 13 | 36 | 207 | 244 | 79  | 24  |
| 8.                     | Buffalo Sabres        | 82 | 33 | 12 | 37 | 201 | 237 | 78  | 31  |
| Dywizja Metropolitalna |                       |    |    |    |    |     |     |     |     |
| Lp.                    | Drużyna               | M  | Z  | PK | P  | ZB  | SB  | Pkt | ZRD |
| 1.                     | Washington Capitals   | 82 | 55 | 8  | 19 | 263 | 182 | 128 | 53  |
| 2.                     | Pittsburgh Penguins   | 82 | 50 | 11 | 21 | 282 | 234 | 111 | 46  |
| 3.                     | Columbus Blue Jackets | 82 | 50 | 8  | 24 | 249 | 195 | 108 | 48  |
| 4.                     | New York Rangers      | 82 | 48 | 6  | 28 | 256 | 220 | 102 | 45  |
| 5.                     | New York Islanders    | 82 | 41 | 14 | 27 | 241 | 236 | 94  | 39  |
| 6.                     | Philadelphia Flyers   | 82 | 35 | 16 | 31 | 219 | 236 | 86  | 32  |
| 7.                     | Carolina Hurricanes   | 82 | 38 | 8  | 36 | 215 | 236 | 84  | 33  |
| 8.                     | New Jersey Devils     | 82 | 34 | 8  | 40 | 183 | 244 | 76  | 25  |

| Konferencja Zachodnia |                     |    |    |    |    |     |     |     |     |
| Dywizja Centralna     |                     |    |    |    |    |     |     |     |     |
| Lp.                   | Drużyna             | M  | Z  | PK | P  | ZB  | SB  | Pkt | ZRD |
| 1.                    | Chicago Blackhawks  | 82 | 50 | 9  | 23 | 244 | 213 | 109 | 46  |
| 2.                    | Minnesota Wild      | 82 | 49 | 8  | 25 | 266 | 208 | 106 | 46  |
| 3.                    | St. Louis Blues     | 82 | 46 | 7  | 29 | 235 | 218 | 103 | 44  |
| 4.                    | Nashville Predators | 82 | 41 | 12 | 29 | 240 | 224 | 94  | 39  |
| 5.                    | Winnipeg Jets       | 82 | 40 | 7  | 35 | 249 | 256 | 87  | 37  |
| 6.                    | Dallas Stars        | 82 | 34 | 11 | 37 | 223 | 262 | 79  | 33  |
| 7.                    | Colorado Avalanche  | 82 | 22 | 4  | 56 | 166 | 278 | 48  | 21  |
| x.                    |                     |    |    |    |    |     |     |     |     |
| Dywizja Pacyficzna    |                     |    |    |    |    |     |     |     |     |
| Lp.                   | Drużyna             | M  | Z  | PK | P  | ZB  | SB  | Pkt | ZRD |
| 1.                    | Anaheim Ducks       | 82 | 46 | 13 | 23 | 223 | 200 | 105 | 43  |
| 2.                    | Edmonton Oilers     | 82 | 47 | 9  | 26 | 247 | 212 | 103 | 43  |
| 3.                    | San Jose Sharks     | 82 | 46 | 7  | 29 | 221 | 201 | 99  | 44  |
| 4.                    | Calgary Flames      | 82 | 45 | 4  | 33 | 226 | 221 | 94  | 41  |
| 5.                    | Los Angeles Kings   | 82 | 39 | 8  | 35 | 231 | 260 | 86  | 37  |
| 6.                    | Arizona Coyotes     | 82 | 30 | 10 | 42 | 197 | 260 | 70  | 24  |
| 7.                    | Vancouver Canucks   | 82 | 30 | 9  | 43 | 182 | 243 | 69  | 26  |
| x.                    |                     |    |    |    |    |     |     |     |     |

Legenda:     = zwycięzca Pucharu Prezydenta,     = mistrz dywizji,     = awans do playoff,     = awans do playoff jako dzika karta

### Najlepsi zawodnicy sezonu regularnego
Zawodnicy z pola
| Punkty                        | Punkty | Gole                              | Gole | Asysty            | Asysty | +/−                         | +/− |
| ----------------------------- | ------ | --------------------------------- | ---- | ----------------- | ------ | --------------------------- | --- |
| Connor McDavid                | 100    | Sidney Crosby                     | 44   | Connor McDavid    | 70     | Jason Zucker Ryan Suter     | +34 |
| Patrick Kane Sidney Crosby    | 89     | Nikita Kuczerow Auston Matthews   | 40   | Nicklas Bäckström | 63     | Jason Zucker Ryan Suter     | +34 |
| Patrick Kane Sidney Crosby    | 89     | Nikita Kuczerow Auston Matthews   | 40   | Ryan Getzlaf      | 58     | Jared Spurgeon David Savard | +33 |
| Nicklas Bäckström             | 86     | Brad Marchand Władimir Tarasienko | 39   | Victor Hedman     | 56     | Jared Spurgeon David Savard | +33 |
| Nikita Kuczerow Brad Marchand | 85     | Brad Marchand Władimir Tarasienko | 39   | Patrick Kane      | 55     | Brooks Orpik                | +32 |

Bramkarze

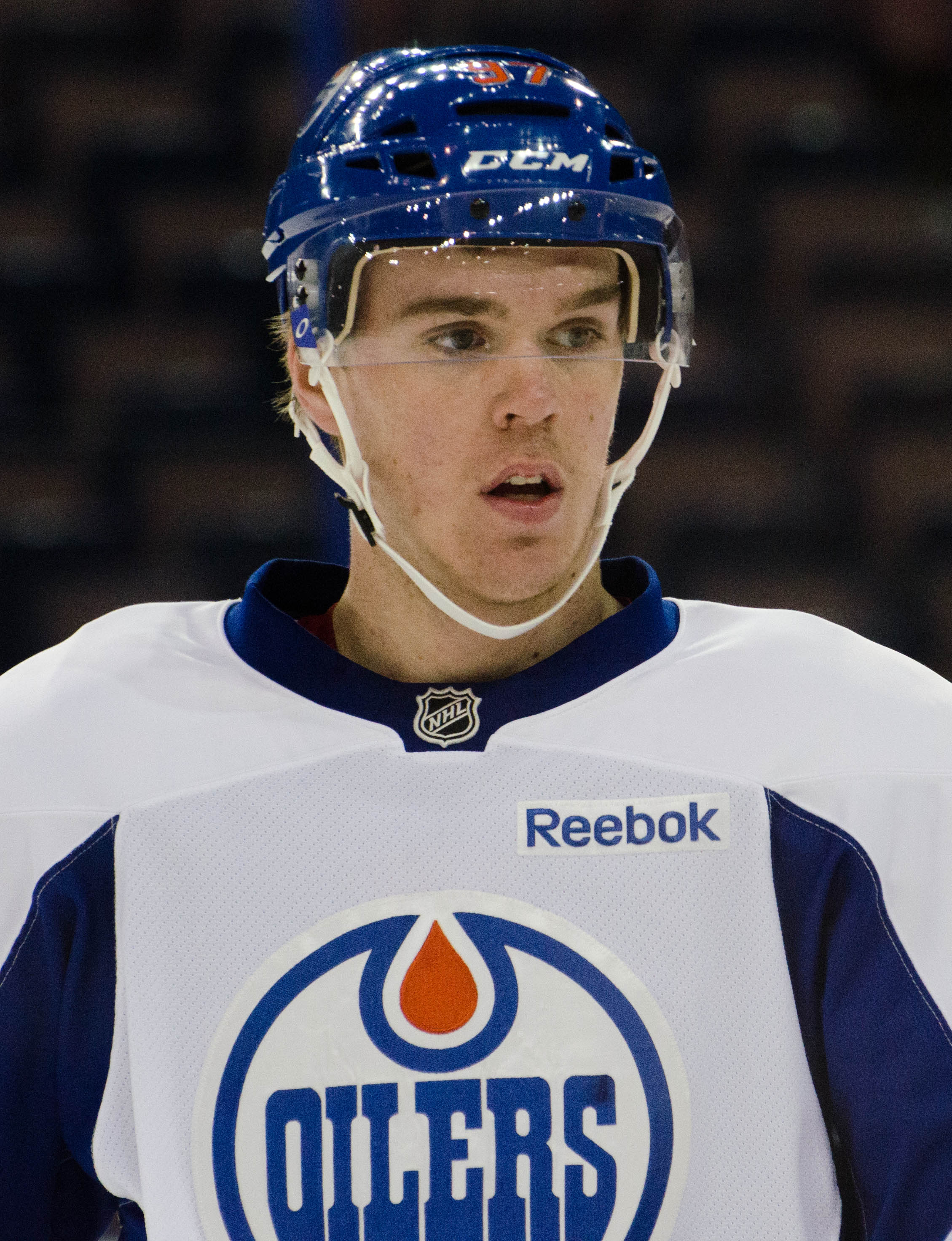
Connor McDavid

W zestawieniu ujęto bramkarzy grających przez przynajmniej 1200 minut.

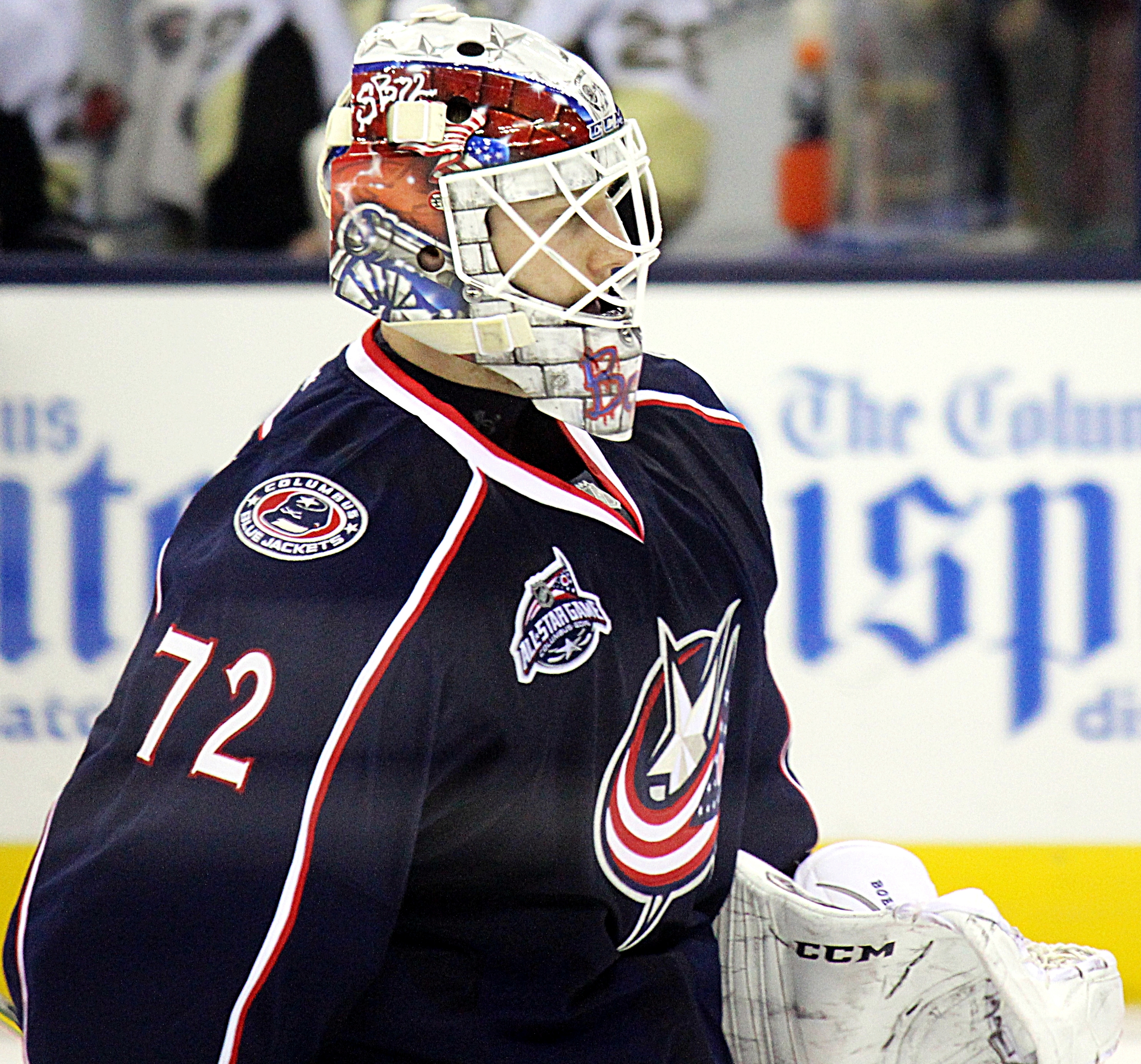
Siergiej Bobrowski

| Obrony (w %)              | Obrony (w %) | GAA                | GAA  | Shutouty                                  | Shutouty | Zwycięstwa               | Zwycięstwa |
| ------------------------- | ------------ | ------------------ | ---- | ----------------------------------------- | -------- | ------------------------ | ---------- |
| Siergiej Bobrowski        | .931         | Siergiej Bobrowski | 2.06 | Braden Holtby                             | 9        | Braden Holtby Cam Talbot | 42         |
| Jimmy Howard              | .927         | Braden Holtby      | 2.07 | Tuukka Rask                               | 8        | Braden Holtby Cam Talbot | 42         |
| Craig Anderson            | .926         | Jimmy Howard       | 2.10 | Cam Talbot Peter Budaj Siergiej Bobrowski | 7        | Siergiej Bobrowski       | 41         |
| Braden Holtby             | .925         | Peter Budaj        | 2.18 | Cam Talbot Peter Budaj Siergiej Bobrowski | 7        | Devan Dubnyk             | 40         |
| John Gibson Scott Darling | .924         | John Gibson        | 2.22 | Cam Talbot Peter Budaj Siergiej Bobrowski | 7        | Tuukka Rask Carey Price  | 37         |

### „Kamienie milowe” sezonu regularnego
Jubileuszowe i rekordowe osiągnięcia, które miały miejsce w trakcie sezonu regularnego 2016-2017.
| Data            | Osiągnięcie | Osiągnięcie |
| --------------- | --- | ----------- |
| 18 października | Marián Hossa (Chicago Blackhawks) zdobył 500 bramkę w meczu z Philadelphia Flyers. Jest 44 zawodnikiem ligi NHL i trzecim Słowakiem (po Stanie Mikicie i Peterze Bondrze), który zdobył 500 goli i więcej. Dokonał tego w 1240 występie.                                                                        |             |
| 20 października | Jaromír Jágr (Florida Panthers) zdobył 750 bramkę w meczu z Washington Capitals. Jest 3 zawodnikiem ligi NHL, pod względem ilości zdobytych bramek. Wyprzedzają go Wayne Gretzky (894) i Gordie Howe (801). |             |
| 1 listopada     | Jay Bouwmeester (St. Louis Blues) wystąpił po raz 1000 w spotkaniu z New York Rangers. Jest 307 zawodnikiem w historii ligi NHL, który rozegrał 1000 i więcej spotkań. Pierwsze spotkanie rozegrał 10 października 2002 w barwach Florida Panthers w wieku 19 lat.                                              |             |
| 8 listopada     | Rick Nash (New York Rangers) zdobył 400 bramkę w meczu z Vancouver Canucks. Jest 92 zawodnikiem ligi NHL, który zdobył 400 goli i więcej. Dokonał tego w 936 występach. |             |
| 10 grudnia      | Chris Neil (Ottawa Senators) wystąpił po raz 1000 w spotkaniu z Los Angeles Kings. Jest 308 zawodnikiem w historii ligi NHL, który rozegrał 1000 i więcej spotkań. |             |
| 10 grudnia      | Jarome Iginla (Colorado Avalanche) wystąpił po raz 1500 w spotkaniu z Montreal Canadiens. Jest 16 zawodnikiem w historii ligi NHL, który rozegrał 1500 i więcej spotkań a drugim po Jaromírze Jágrze (1) z zawodników aktywnych.                                                                                |             |
| 22 grudnia      | Jaromír Jágr (Florida Panthers) zdobył 1888 punkt w meczu z Boston Bruins 1663 w karierze. Awansował na 2 miejsce w historii ligi NHL, pod względem ilości zdobytych punktów. Wyprzedza go jedynie Wayne Gretzky (2857). Na trzecią pozycję spadł Mark Messier (1887).                                          |             |
| 11 stycznia     | Aleksandr Owieczkin (Washington Capitals) zdobył 1000 punkt (545 bramek i 455 asyst) w meczu z Pittsburgh Penguins. Jest 84 graczem w historii ligi NHL, który zdobył 1000 lub więcej punktów. |             |
| 20 stycznia     | Henrik Sedin (Vancouver Canucks) zdobył 1000 punkt (233 bramek i 767 asyst) w meczu z Florida Panthers 1213 w karierze. Jest 85 graczem w historii ligi NHL, który zdobył 1000 lub więcej punktów. |             |
| 2 lutego        | Patrick Marleau (San Jose Sharks) zdobył 500 bramkę w meczu z Vancouver Canucks 1463 w karierze. Jest 45 graczem w historii ligi NHL i 17 w jednej drużynie, który zdobył 500 lub więcej bramek. |             |
| 3 lutego        | Jason Chimera (New York Islanders) wystąpił po raz 1000 w spotkaniu z Los Angeles Kings. Jest 309 zawodnikiem w historii ligi NHL, który rozegrał 1000 i więcej spotkań. |             |
| 11 lutego       | Henrik Lundqvist (New York Rangers) wystąpił po raz 400 w zwycięskim spotkaniu. Uzyskał je w 727 meczach, wszystkich w barwach New York Rangers. Jest 12 bramkarzem w historii ligi NHL, który odniósł 400 i więcej zwycięstw.                                                                                  |             |
| 15 lutego       | Jaromír Jágr (Florida Panthers) zdobył, w dniu swoich urodzin, 1900 punkt (759 bramek i 1141 asyst) w meczu z San Jose Sharks 1684 w karierze. Plasuje się na 2 miejscu w historii ligi NHL, pod względem ilości zdobytych punktów. Wyprzedza go jedynie Wayne Gretzky (2857).                                  |             |
| 16 lutego       | Sidney Crosby (Pittsburgh Penguins) zdobył 1000 punkt (368 bramek i 632 asysty) w meczu z Winnipeg Jets 757 w karierze. Jest 86 graczem w historii ligi NHL, który zdobył 1000 lub więcej punktów i 12 pod względem szybkości ich uzyskania. Przewodzi Wayne Gretzky, który 1000 punktów uzyskał w 424 meczach. |             |
| 6 marca         | Joe Thornton (San Jose Sharks) zaliczył 1000 asystę przy golu Joe Pavelskiego w meczu z Winnipeg Jets. Jest 13 zawodnikiem ligi NHL, który uzyskał 1000 asyst i więcej. Bezpośrednio wyprzedzają go Joe Sakic (1016) i Mario Lemieux (1033). Liderem jest Wayne Gretzky z 1963 asystami.                        |             |
| 9 marca         | Radim Vrbata (Arizona Coyotes) wystąpił po raz 1000 w spotkaniu z Ottawa Senators. Jest 310 zawodnikiem w historii ligi NHL, który rozegrał 1000 i więcej spotkań. |             |
| 19 marca        | Eric Staal (Minnesota Wild) wystąpił po raz 1000 w spotkaniu z Winnipeg Jets. Jest 311 zawodnikiem w historii ligi NHL, który rozegrał 1000 i więcej spotkań. |             |
| 19 marca        | Jaromír Jágr (Florida Panthers) wystąpił po raz 1700 w spotkaniu z Pittsburgh Penguins. Jest 4 zawodnikiem w historii ligi NHL, który rozegrał 1700 i więcej spotkań. Wyprzedzają go Gordie Howe (1767), Mark Messier (1756) i Ron Francis (1731).                                                              |             |
| 27 marca        | Brian Gionta (Buffalo Sabres) wystąpił po raz 1000 w spotkaniu z Florida Panthers. Jest 312 zawodnikiem w historii ligi NHL, który rozegrał 1000 i więcej spotkań. Uczcił jubileusz zdobyciem bramki. |             |
| 9 kwietnia      | Henrik Zetterberg (Detroit Red Wings) wystąpił po raz 1000 w spotkaniu z New Jersey Devils. Jest 313 zawodnikiem w historii ligi NHL, który rozegrał 1000 i więcej spotkań. Uczcił jubileusz zdobyciem bramki.                                                                                                  |             |

## Play-off

### Rozstawienie
Po zakończeniu sezonu zasadniczego 16 zespołów zapewniło sobie start w fazie play-off. Drużyna Washington Capitals zdobywca Presidents’ Trophy uzyskała najlepszy wynik w lidze zdobywając w 82 spotkaniach 118 punktów. Jest to najwyżej rozstawiona drużyna. Kolejne miejsce rozstawione uzupełniają mistrzowie dywizji: Chicago Blackhawks, Anaheim Ducks oraz Montreal Canadiens.

#### Konferencja Wschodnia
Dywizja atlantycka

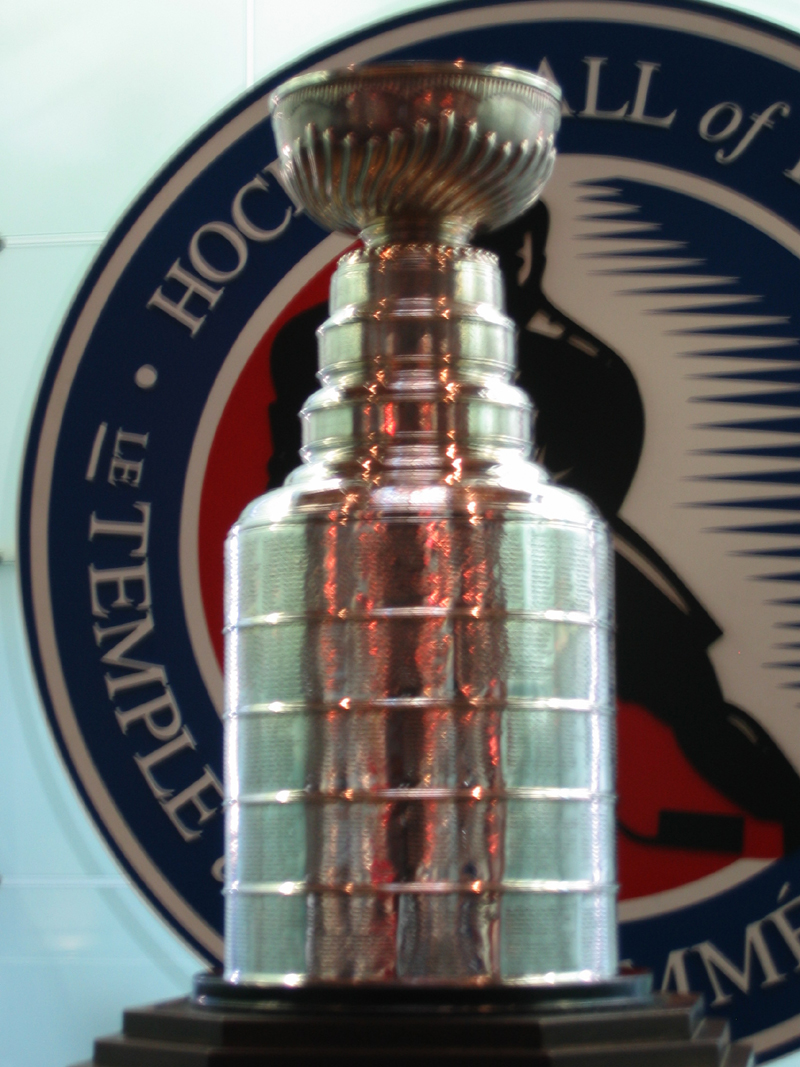
Puchar Stanleya

1. Montreal Canadiens – mistrz dywizji atlantyckiej oraz 103 punkty
2. Ottawa Senators – 98 punktów
3. Boston Bruins – 95 punkty (42 zwycięstwa)
4. Toronto Maple Leafs – dzika karta, 95 punktów (39 zwycięstw)

Dywizja metropolitalna
1. Washington Capitals – mistrz dywizji metropolitalnej i konferencji wschodniej w sezonie zasadniczym, zdobywca Presidents’ Trophy, 118 punktów
2. Pittsburgh Penguins – 111 punkty
3. Columbus Blue Jackets – 108 punktów
4. New York Rangers – dzika karta, 102 punkty (45 zwycięstw)

#### Konferencja Zachodnia
Dywizja pacyficzna
1. Anaheim Ducks – mistrz dywizji pacyficznej w sezonie zasadniczym oraz 105 punktów
2. Edmonton Oilers – 103 punkty
3. San Jose Sharks – 99 punktów
4. Calgary Flames – dzika karta, 94 punkty (41 zwycięstw)

Dywizja centralna
1. Chicago Blackhawks – mistrz dywizji centralnej i konferencji zachodniej w sezonie zasadniczym oraz 109 punktów
2. Minnesota Wild – 106 punktów
3. St. Louis Blues – 99 punktów
4. Nashville Predators – dzika karta, 94 punkty (39 zwycięstw)

### Drzewko playoff
Po zakończeniu sezonu zasadniczego rozpoczęła się walka o mistrzostwo ligi w fazie play-off, która rozgrywana jest w czterech rundach. Drużyna, która zajęła wyższe miejsce w sezonie zasadniczym w nagrodę zostaje gospodarzem ewentualnego siódmego meczu. Z tym, że zdobywca Presidents’ Trophy zawsze jest gospodarzem siódmego meczu. Wszystkie cztery rundy rozgrywane są w formule do czterech zwycięstw według schematu: 2-2-1-1-1, czyli wyżej rozstawiony rozgrywa mecze: 1 i 2 oraz ewentualnie 5 i 7 we własnej hali. Niżej rozstawiona drużyna rozgrywa mecze w swojej hali: trzeci, czwarty oraz ewentualnie szósty.
Pierwsze mecze play-off odbyły się w nocy z 12 na 13 kwietnia 2017 CEST. Wyżej rozstawiona drużyna jest pokazana w górnym rządu pary.
|  |                          |                          |                          |                     |                     |                       |                       |                       |  |  |                    |                    |                    |  |  |                        |                        |                        |
|  | Ćwierćfinały Konferencji | Ćwierćfinały Konferencji | Ćwierćfinały Konferencji |                     |                     | Półfinały Konferencji | Półfinały Konferencji | Półfinały Konferencji |  |  | Finały Konferencji | Finały Konferencji | Finały Konferencji |  |  | Finał Pucharu Stanleya | Finał Pucharu Stanleya | Finał Pucharu Stanleya |
|  | Ćwierćfinały Konferencji | Ćwierćfinały Konferencji | Ćwierćfinały Konferencji |                     |                     | Półfinały Konferencji | Półfinały Konferencji | Półfinały Konferencji |  |  | Finały Konferencji | Finały Konferencji | Finały Konferencji |  |  | Finał Pucharu Stanleya | Finał Pucharu Stanleya | Finał Pucharu Stanleya |
|  |                          |                          |                          |                     |                     |                       |                       |                       |  |  |                    |                    |                    |  |  |                        |                        |                        |
|  |                          |                          |                          |                     |                     |                       |                       |                       |  |  |                    |                    |                    |  |  |                        |                        |                        |
|  | M1                       | Washington Capitals      | 4                        |                     |                     |                       |                       |                       |  |  |                    |                    |                    |  |  |                        |                        |                        |
|  | M1                       | Washington Capitals      | 4                        |                     |                     |                       |                       |                       |  |  |                    |                    |                    |  |  |                        |                        |                        |
|  | WC                       | Toronto Maple Leafs      | 2                        |                     |                     |                       |                       |                       |  |  |                    |                    |                    |  |  |                        |                        |                        |
|  | WC                       | Toronto Maple Leafs      | 2                        | M1                  | Washington Capitals | 3                     |                       |                       |  |  |                    |                    |                    |  |  |                        |                        |                        |
|  |                          |                          |                          | M1                  | Washington Capitals | 3                     |                       |                       |  |  |                    |                    |                    |  |  |                        |                        |                        |
|  | M2                       | Pittsburgh Penguins      | 4                        |                     |                     |                       |                       |                       |  |  |                    |                    |                    |  |  |                        |                        |                        |
|  | M2                       | Pittsburgh Penguins      | 4                        | M2                  | Pittsburgh Penguins | 4                     |                       |                       |  |  |                    |                    |                    |  |  |                        |                        |                        |
|  |                          |                          |                          | M2                  | Pittsburgh Penguins | 4                     |                       |                       |  |  |                    |                    |                    |  |  |                        |                        |                        |
|  | M3                       | Columbus Blue Jackets    | 1                        |                     |                     |                       |                       |                       |  |  |                    |                    |                    |  |  |                        |                        |                        |
|  | M3                       | Columbus Blue Jackets    | 1                        | M2                  | Pittsburgh Penguins | 4                     |                       |                       |  |  |                    |                    |                    |  |  |                        |                        |                        |
|  | Konferencja Wschodnia    |                          |                          | M2                  | Pittsburgh Penguins | 4                     |                       |                       |  |  |                    |                    |                    |  |  |                        |                        |                        |
|  |                          |                          | A2                       | Ottawa Senators     | 3                   |                       |                       |                       |  |  |                    |                    |                    |  |  |                        |                        |                        |
|  | A2                       | Ottawa Senators          | A2                       | Ottawa Senators     | 3                   | 4                     |                       |                       |  |  |                    |                    |                    |  |  |                        |                        |                        |
|  | A2                       | Ottawa Senators          |                          |                     |                     | 4                     |                       |                       |  |  |                    |                    |                    |  |  |                        |                        |                        |
|  | A3                       | Boston Bruins            | 2                        |                     |                     |                       |                       |                       |  |  |                    |                    |                    |  |  |                        |                        |                        |
|  | A3                       | Boston Bruins            | 2                        | A2                  | Ottawa Senators     | 4                     |                       |                       |  |  |                    |                    |                    |  |  |                        |                        |                        |
|  |                          |                          |                          | A2                  | Ottawa Senators     | 4                     |                       |                       |  |  |                    |                    |                    |  |  |                        |                        |                        |
|  | WC                       | New York Rangers         | 2                        |                     |                     |                       |                       |                       |  |  |                    |                    |                    |  |  |                        |                        |                        |
|  | WC                       | New York Rangers         | 2                        | A1                  | Montreal Canadiens  | 2                     |                       |                       |  |  |                    |                    |                    |  |  |                        |                        |                        |
|  |                          |                          |                          | A1                  | Montreal Canadiens  | 2                     |                       |                       |  |  |                    |                    |                    |  |  |                        |                        |                        |
|  | WC                       | New York Rangers         | 4                        |                     |                     |                       |                       |                       |  |  |                    |                    |                    |  |  |                        |                        |                        |
|  | WC                       | New York Rangers         | 4                        | M2                  | Pittsburgh Penguins | 4                     |                       |                       |  |  |                    |                    |                    |  |  |                        |                        |                        |
|  |                          |                          |                          |                     |                     |                       |                       |                       |  |  |                    |                    |                    |  |  |                        |                        |                        |
|  |                          |                          | WC                       | Nashville Predators | 2                   |                       |                       |                       |  |  |                    |                    |                    |  |  |                        |                        |                        |
|  | C1                       | Chicago Blackhowks       | WC                       | Nashville Predators | 2                   | 0                     |                       |                       |  |  |                    |                    |                    |  |  |                        |                        |                        |
|  | C1                       | Chicago Blackhowks       |                          |                     |                     | 0                     |                       |                       |  |  |                    |                    |                    |  |  |                        |                        |                        |
|  | WC                       | Nashvill Predators       | 4                        |                     |                     |                       |                       |                       |  |  |                    |                    |                    |  |  |                        |                        |                        |
|  | WC                       | Nashvill Predators       | 4                        | WC                  | Nashville Predators | 4                     |                       |                       |  |  |                    |                    |                    |  |  |                        |                        |                        |
|  |                          |                          |                          | WC                  | Nashville Predators | 4                     |                       |                       |  |  |                    |                    |                    |  |  |                        |                        |                        |
|  | C3                       | St. Louis Blues          | 2                        |                     |                     |                       |                       |                       |  |  |                    |                    |                    |  |  |                        |                        |                        |
|  | C3                       | St. Louis Blues          | 2                        | C2                  | Minnesotha Wild     | 1                     |                       |                       |  |  |                    |                    |                    |  |  |                        |                        |                        |
|  |                          |                          |                          | C2                  | Minnesotha Wild     | 1                     |                       |                       |  |  |                    |                    |                    |  |  |                        |                        |                        |
|  | C3                       | St. Louis Blues          | 4                        |                     |                     |                       |                       |                       |  |  |                    |                    |                    |  |  |                        |                        |                        |
|  | C3                       | St. Louis Blues          | 4                        | WC                  | Nashville Predators | 4                     |                       |                       |  |  |                    |                    |                    |  |  |                        |                        |                        |
|  | Konferencja Zachodnia    |                          |                          | WC                  | Nashville Predators | 4                     |                       |                       |  |  |                    |                    |                    |  |  |                        |                        |                        |
|  |                          |                          | P1                       | Anaheim Ducks       | 2                   |                       |                       |                       |  |  |                    |                    |                    |  |  |                        |                        |                        |
|  | P2                       | Edmonton Oilers          | P1                       | Anaheim Ducks       | 2                   | 4                     |                       |                       |  |  |                    |                    |                    |  |  |                        |                        |                        |
|  | P2                       | Edmonton Oilers          |                          |                     |                     | 4                     |                       |                       |  |  |                    |                    |                    |  |  |                        |                        |                        |
|  | P3                       | San Jose Sharks          | 2                        |                     |                     |                       |                       |                       |  |  |                    |                    |                    |  |  |                        |                        |                        |
|  | P3                       | San Jose Sharks          | 2                        | P2                  | Edmonton Oilers     | 3                     |                       |                       |  |  |                    |                    |                    |  |  |                        |                        |                        |
|  |                          |                          |                          | P2                  | Edmonton Oilers     | 3                     |                       |                       |  |  |                    |                    |                    |  |  |                        |                        |                        |
|  | P1                       | Anaheim Ducks            | 4                        |                     |                     |                       |                       |                       |  |  |                    |                    |                    |  |  |                        |                        |                        |
|  | P1                       | Anaheim Ducks            | 4                        | P1                  | Anaheim Ducks       | 4                     |                       |                       |  |  |                    |                    |                    |  |  |                        |                        |                        |
|  |                          |                          |                          | P1                  | Anaheim Ducks       | 4                     |                       |                       |  |  |                    |                    |                    |  |  |                        |                        |                        |
|  | WC                       | Calgary Flames           | 0                        |                     |                     |                       |                       |                       |  |  |                    |                    |                    |  |  |                        |                        |                        |
|  | WC                       | Calgary Flames           | 0                        |                     |                     |                       |                       |                       |  |  |                    |                    |                    |  |  |                        |                        |                        |
|  |                          |                          |                          |                     |                     |                       |                       |                       |  |  |                    |                    |                    |  |  |                        |                        |                        |

### Wyniki spotkań playoff
| KONFERENCJA WSCHODNIA     |                            |             |               |               |               |               |               |               |               |
| Drużyna wyżej rozstawiona | Drużyna niżej rozstawiona  | Wynik serii | Wyniki meczów | Wyniki meczów | Wyniki meczów | Wyniki meczów | Wyniki meczów | Wyniki meczów | Wyniki meczów |
| Drużyna wyżej rozstawiona | Drużyna niżej rozstawiona  | Wynik serii | 1.            | 2.            | 3.            | 4.            | 5.            | 6.            | 7.            |
| Ćwierćfinały              |                            |             |               |               |               |               |               |               |               |
| Washington Capitals (M1)  | Toronto Maple Leafs (WC)   | 4 : 2       | 13 kwietnia   | 15 kwietnia   | 17 kwietnia   | 19 kwietnia   | 21 kwietnia   | 23 kwietnia   |               |
| Washington Capitals (M1)  | Toronto Maple Leafs (WC)   | 4 : 2       | 3 : 2 D       | 3 : 4 2D      | 3 : 4 D       | 5 : 4         | 2 : 1 D       | 2 : 1 D       |               |
| Pittsburgh Penguins (M2)  | Columbus Blue Jackets (M3) | 4 : 1       | 12 kwietnia   | 14 kwietnia   | 16 kwietnia   | 18 kwietnia   | 20 kwietnia   |               |               |
| Pittsburgh Penguins (M2)  | Columbus Blue Jackets (M3) | 4 : 1       | 3 : 1         | 4 : 1         | 5 : 4 D       | 4 : 5         | 5 : 2         |               |               |
| Montreal Canadiens (A1)   | New York Rangers (WC)      | 2 : 4       | 12 kwietnia   | 14 kwietnia   | 16 kwietnia   | 18 kwietnia   | 20 kwietnia   | 22 kwietnia   |               |
| Montreal Canadiens (A1)   | New York Rangers (WC)      | 2 : 4       | 0 : 2         | 4 : 3 D       | 3 : 1         | 1 : 2         | 2 : 3 D       | 1 : 3         |               |
| Ottawa Senators (A2)      | Boston Bruins (A3)         | 4 : 2       | 12 kwietnia   | 15 kwietnia   | 17 kwietnia   | 19 kwietnia   | 21 kwietnia   | 23 kwietnia   |               |
| Ottawa Senators (A2)      | Boston Bruins (A3)         | 4 : 2       | 1 : 2         | 4 : 3 D       | 4 : 3 D       | 1 : 0         | 2 : 3 D       | 3 : 2 D       |               |
| Półfinały                 |                            |             |               |               |               |               |               |               |               |
| Ottawa Senators (A2)      | New York Rangers (WC)      | 4 : 2       | 27 kwietnia   | 29 kwietnia   | 2 maja        | 4 maja        | 6 maja        | 9 maja        |               |
| Ottawa Senators (A2)      | New York Rangers (WC)      | 4 : 2       | 2 : 1         | 6 : 5 D       | 1 : 4         | 1 : 4         | 5 : 4 D       | 4 : 2         |               |
| Washington Capitals (M1)  | Pittsburgh Penguins (M2)   | 3 : 4       | 27 kwietnia   | 29 kwietnia   | 1 maja        | 3 maja        | 6 maja        | 8 maja        | 10 maja       |
| Washington Capitals (M1)  | Pittsburgh Penguins (M2)   | 3 : 4       | 2 : 3         | 2 : 6         | 3 : 2 D       | 2 : 3         | 4 : 2         | 5 : 2         | 0 : 2         |
| Finał                     |                            |             |               |               |               |               |               |               |               |
| Pittsburgh Penguins (M2)  | Ottawa Senators (A2)       | 4 : 3       | 13 maja       | 15 maja       | 17 maja       | 19 maja       | 21 maja       | 23 maja       | 25 maja       |
| Pittsburgh Penguins (M2)  | Ottawa Senators (A2)       | 4 : 3       | 1:2 D         | 1:0           | 1:5           | 3:2           | 7:0           | 1:2           | 3:2 D         |

| KONFERENCJA ZACHODNIA     |                           |             |               |               |               |               |               |               |               |
| Drużyna wyżej rozstawiona | Drużyna niżej rozstawiona | Wynik serii | Wyniki meczów | Wyniki meczów | Wyniki meczów | Wyniki meczów | Wyniki meczów | Wyniki meczów | Wyniki meczów |
| Drużyna wyżej rozstawiona | Drużyna niżej rozstawiona | Wynik serii | 1.            | 2.            | 3.            | 4.            | 5.            | 6.            | 7.            |
| Ćwierćfinały              |                           |             |               |               |               |               |               |               |               |
| Chicago Blackhawks (C1)   | Nashville Predators (WC)  | 0 : 4       | 13 kwietnia   | 15 kwietnia   | 17 kwietnia   | 20 kwietnia   |               |               |               |
| Chicago Blackhawks (C1)   | Nashville Predators (WC)  | 0 : 4       | 0 : 1         | 0 : 5         | 2 : 3 D       | 1 : 4         |               |               |               |
| Minnesota Wild (C2)       | St. Louis Blues (C3)      | 1 : 4       | 12 kwietnia   | 14 kwietnia   | 16 kwietnia   | 19 kwietnia   | 22 kwietnia   |               |               |
| Minnesota Wild (C2)       | St. Louis Blues (C3)      | 1 : 4       | 1 : 2 D       | 1 : 2         | 1 : 3         | 2 : 0         | 3 : 4 D       |               |               |
| Anaheim Ducks (P1)        | Calgary Flames (WC)       | 4 : 0       | 13 kwietnia   | 15 kwietnia   | 17 kwietnia   | 19 kwietnia   |               |               |               |
| Anaheim Ducks (P1)        | Calgary Flames (WC)       | 4 : 0       | 3 : 2         | 3 : 2         | 5 : 4 D       | 3 : 1         |               |               |               |
| Edmonton Oilers (P2)      | San Jose Sharks (P3)      | 4 : 2       | 12 kwietnia   | 14 kwietnia   | 16 kwietnia   | 18 kwietnia   | 20 kwietnia   | 22 kwietnia   |               |
| Edmonton Oilers (P2)      | San Jose Sharks (P3)      | 4 : 2       | 2 : 3 D       | 2 : 0         | 1 : 0         | 0 : 7         | 4 : 3 D       | 3 : 1         |               |
| Półfinały                 |                           |             |               |               |               |               |               |               |               |
| St. Louis Blues (C3)      | Nashville Predators (WC)  | 2 : 4       | 26 kwietnia   | 28 kwietnia   | 30 kwietnia   | 2 maja        | 5 maja        | 7 maja        |               |
| St. Louis Blues (C3)      | Nashville Predators (WC)  | 2 : 4       | 3 : 4         | 3 : 2         | 1 : 3         | 1 : 2         | 2 : 1         | 1 : 3         |               |
| Anaheim Ducks (P1)        | Edmonton Oilers (P2)      | 4 : 3       | 26 kwietnia   | 28 kwietnia   | 30 kwietnia   | 3 maja        | 5 maja        | 7 maja        | 10 maja       |
| Anaheim Ducks (P1)        | Edmonton Oilers (P2)      | 4 : 3       | 3 : 5         | 1 : 2         | 6 : 3         | 4 : 3 D       | 4 : 3 D       | 1 : 7         | 2 : 1         |
| Finał                     |                           |             |               |               |               |               |               |               |               |
| Anaheim Ducks (P1)        | Nashville Predators (WC)  | 2 : 4       | 12 maja       | 14 maja       | 16 maja       | 18 maja       | 20 maja       | 22 maja       |               |
| Anaheim Ducks (P1)        | Nashville Predators (WC)  | 2 : 4       | 2:3 D         | 5:3           | 1:2           | 3:2 D         | 1:3           | 3:6           |               |

| FINAŁ PUCHARU STANLEYA                              |                                        |                       |             | | |                                                                        |
| Pittsburgh Penguins (M2) – Nashville Predators (WC) |                                        |                       |             | | |                                                                        |
| Mecz                                                | Data i miejsce                         | Wynik meczu           | Wynik serii | Strzelcy bramek | Strzelcy bramek | Gwiazdy meczu                                                          |
| Mecz                                                | Data i miejsce                         | Wynik meczu           | Wynik serii | Penguins | Predators | Gwiazdy meczu                                                          |
| Mecz numer 1                                        | 29.05.2017 Pittsburgh PPG Paints Arena | 5 : 3 (3:0, 0:1, 2:2) | 1 : 0       | 15:32 Jewgienij Małkin (8) 16:37 Conor Sheary (1) 19:43 Nick Bonino (3) 56:43 Jake Guentzel (10) 58:58 Nick Bonino (4)                       | 28:21 Ryan Ellis (5) 50:06 Colton Sissons (6) 53:29 Frédérick Gaudreau (1)                                            | 1. Nick Bonino (PIT) 2. Jake Guentzel (PIT) 3. Colton Sissons (NSH)    |
| Mecz numer 2                                        | 31.05.2017 Pittsburgh PPG Paints Arena | 4 : 1 (1:1, 0:0, 3:0) | 2 : 0       | 16:36 Jake Guentzel (11) 40:10 Jake Guentzel (12) 43:13 Scott Wilson (3) 43:28 Jewgienij Małkin (9)                                          | 12:57 Pontus Åberg (2)                                                                                                | 1. Jake Guentzel (PIT) 2. Matt Murray (PIT) 3. Jewgienij Małkin (PIT)  |
| Mecz numer 3                                        | 03.06.2017 Nashville Bridgestone Arena | 1 : 5 (1:0, 0:3, 0:2) | 2 : 1       | 02:46 Jake Guentzel (13) | 25:51 Roman Josi (6) 26:33 Frédérick Gaudreau (2) 39:37 James Neal (6) 44:54 Craig Smith (1) 53:10 Mattias Ekholm (1) | 1. Pekka Rinne (NSH) 2. Roman Josi (NSH) 3. Frédérick Gaudreau (NSH)   |
| Mecz numer 4                                        | 05.06.2017 Nashville Bridgestone Arena | 1 : 4 (1:1, 0:2, 0:1) | 2 : 2       | 15:57 Sidney Crosby (8) | 14:51 Calle Järnkrok (2) 23:45 Frédérick Gaudreau (3) 33:08 Viktor Arvidsson (3) 56:37 Filip Forsberg (9)             | 1. Pekka Rinne (NSH) 2. Mike Fisher (NSH) 3. Frédérick Gaudreau (NSH)  |
| Mecz numer 5                                        | 08.06.2017 Pittsburgh PPG Paints Arena | 6 : 0 (3:0, 3:0, 0:0) | 3 : 2       | 01:31 Justin Schultz (4) 06:43 Bryan Rust (7) 19:49 Jewgienij Małkin (10) 21:19 Conor Sheary (2) 28:02 Phil Kessel (8) 36:40 Ron Hainsey (2) | | 1. Sidney Crosby (PIT) 2. Phil Kessel (PIT) 3. Ron Hainsey (PIT)       |
| Mecz numer 6                                        | 11.06.2017 Nashville Bridgestone Arena | 2 : 0 (0:0, 0:0, 2:0) | 4 : 2       | 58:25 Patric Hörnqvist (5) 59:46 Carl Hagelin (2)                                                                                            | | 1. Patric Hörnqvist (PIT) 2. Pekka Rinne (NSH) 3. Justin Schultz (PIT) |

### Najlepsi zawodnicy playoff
Zawodnicy z pola
| Punkty           | Punkty | Gole                                                       | Gole | Asysty           | Asysty | +/−                                                      | +/− |
| ---------------- | ------ | ---------------------------------------------------------- | ---- | ---------------- | ------ | -------------------------------------------------------- | --- |
| Jewgienij Małkin | 28     | Jake Guentzel                                              | 13   | Sidney Crosby    | 19     | Filip Forsberg                                           | +14 |
| Sidney Crosby    | 27     | Jewgienij Małkin                                           | 10   | Jewgienij Małkin | 18     | Erik Karlsson Rickard Rakell                             | +13 |
| Phil Kessel      | 23     | Filip Forsberg Jakob Silfverberg                           | 9    | Erik Karlsson    | 16     | Erik Karlsson Rickard Rakell                             | +13 |
| Jake Guentzel    | 21     | Filip Forsberg Jakob Silfverberg                           | 9    | Phil Kessel      | 15     | Phil Kessel Ryan Johansen Brandon Montour Joel Edmundson | +12 |
| Ryan Getzlaf     | 19     | Sidney Crosby Phil Kessel Ryan Getzlaf Jean-Gabriel Pageau | 8    | Ryan Getzlaf     | 11     | Phil Kessel Ryan Johansen Brandon Montour Joel Edmundson | +12 |

Bramkarze

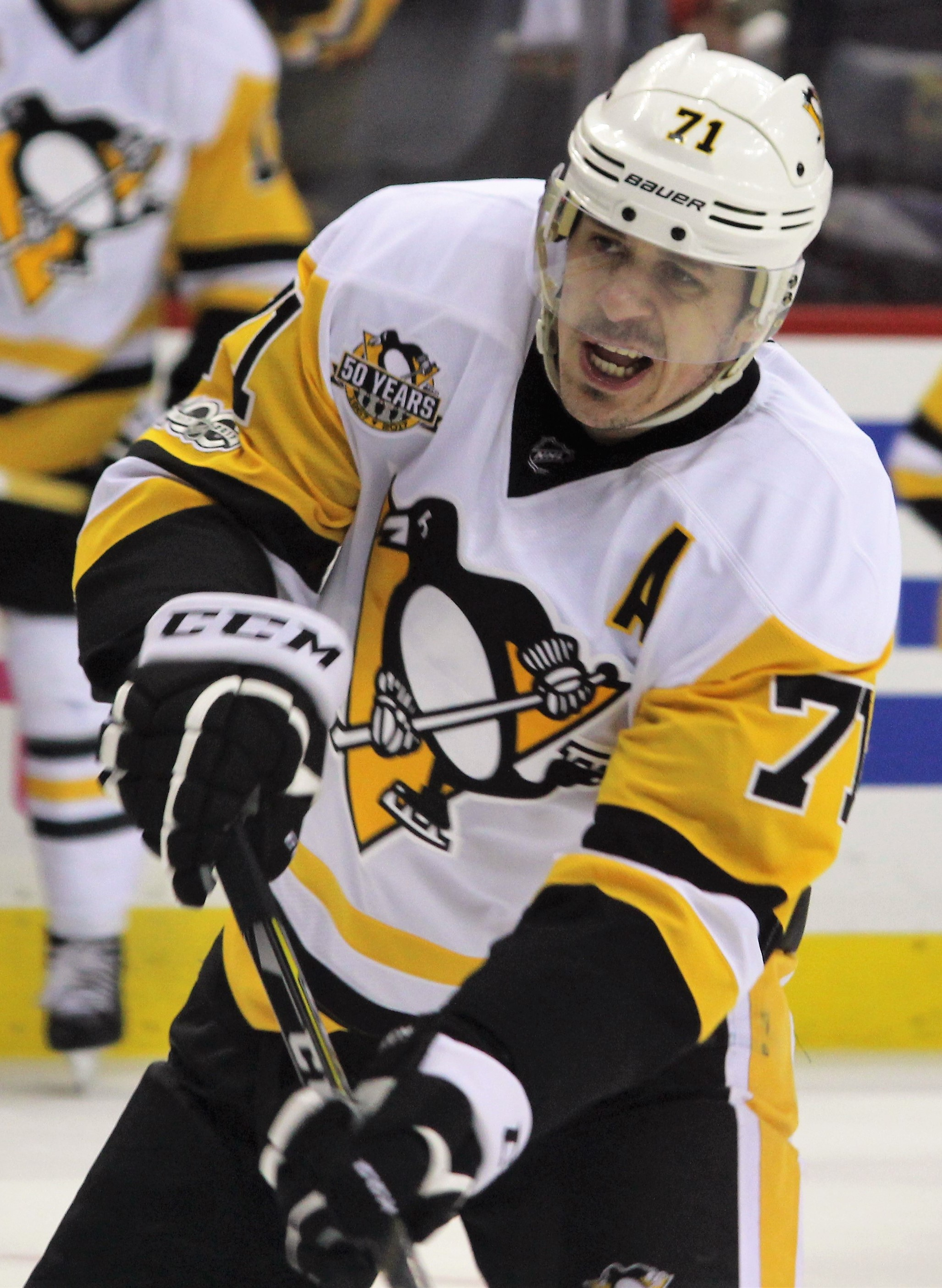
Jewgienij Małkin

W zestawieniu ujęto bramkarzy grających przez przynajmniej 600 minut.

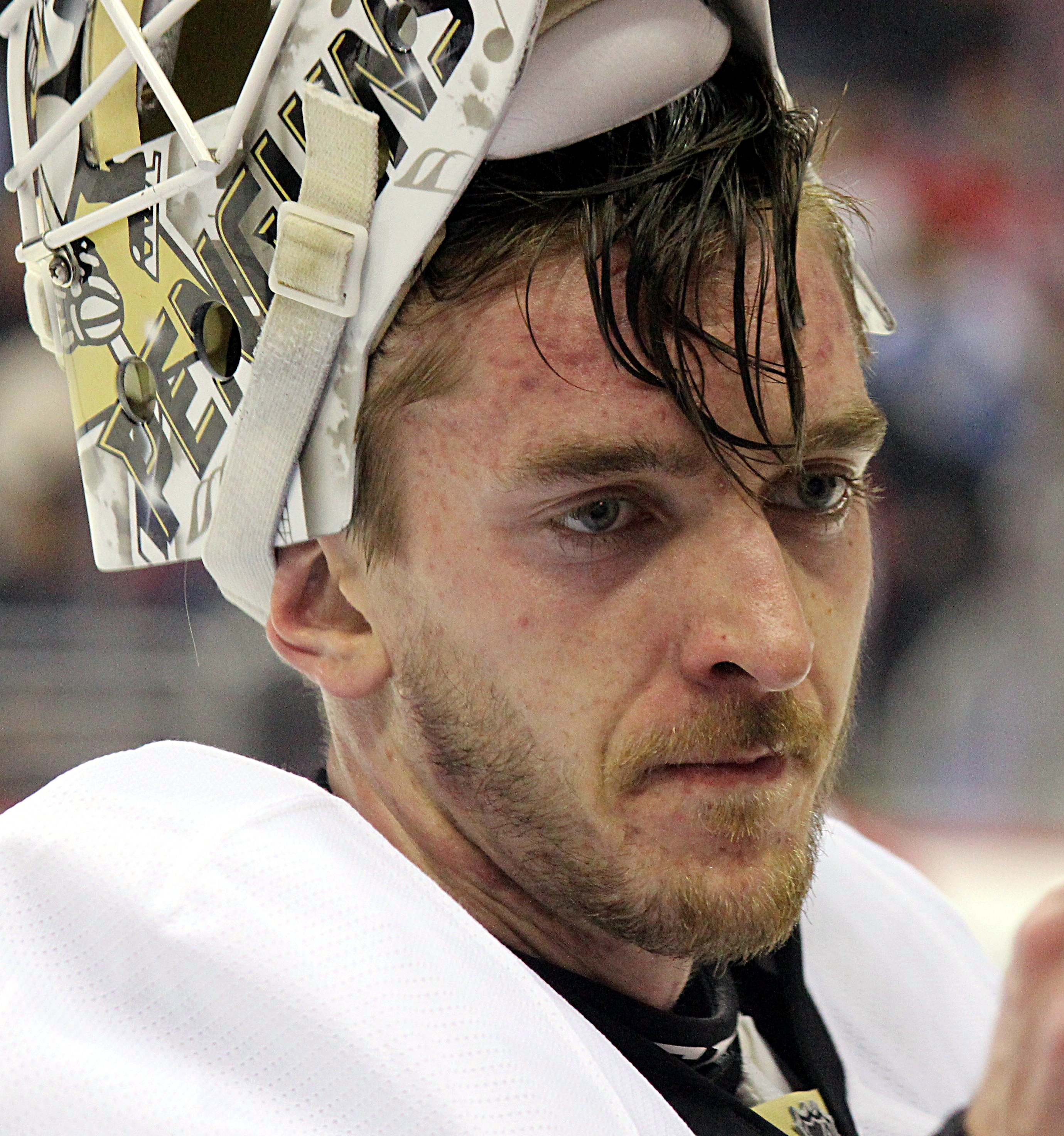
Matt Murray

| Obrony (w %)                 | Obrony (w %) | GAA                    | GAA  | Shutouty                                                  | Shutouty | Zwycięstwa                           | Zwycięstwa |
| ---------------------------- | ------------ | ---------------------- | ---- | --------------------------------------------------------- | -------- | ------------------------------------ | ---------- |
| Matt Murray                  | .937         | Matt Murray            | 1.70 | Matt Murray                                               | 3        | Pekka Rinne                          | 14         |
| Jake Allen                   | .935         | Pekka Rinne Jake Allen | 1.96 | Pekka Rinne Marc-André Fleury Cam Talbot                  | 2        | Craig Anderson                       | 11         |
| Pekka Rinne                  | .930         | Pekka Rinne Jake Allen | 1.96 | Pekka Rinne Marc-André Fleury Cam Talbot                  | 2        | Marc-André Fleury John Gibson        | 9          |
| Henrik Lundqvist             | .927         | Henrik Lundqvist       | 2.25 | Pekka Rinne Marc-André Fleury Cam Talbot                  | 2        | Marc-André Fleury John Gibson        | 9          |
| Marc-André Fleury Cam Talbot | .924         | Craig Anderson         | 2.34 | Craig Anderson Henrik Lundqvist Martin Jones Devan Dubnyk | 1        | Matt Murray Braden Holtby Cam Talbot | 7          |

## Nagrody

### Nagrody drużynowe
| Nagroda | Nagroda                                                           | Drużyna                              |
| ------- | ----------------------------------------------------------------- | ------------------------------------ |
|         | Puchar Stanleya                                                   | Pittsburgh Penguins Jewgienij Małkin |
|         | Clarence S. Campbell Bowl Najlepszy zespół Konferencji Zachodniej | Nashville Predators                  |

| Nagroda | Nagroda                                                        | Drużyna                           |
| ------- | -------------------------------------------------------------- | --------------------------------- |
|         | Presidents’ Trophy Najlepsza drużyna sezonu zasadniczego       | Washington Capitals               |
|         | Prince of Wales Trophy Najlepszy zespół Konferencji Wschodniej | Pittsburgh Penguins Sidney Crosby |

### Nagrody indywidualne
| Nagroda | Nagroda                                                                                                 | Zawodnik | Zawodnik                                 |
| ------- | --- | -------- | ---------------------------------------- |
|         | Hart Memorial Trophy Najwartościowszy zawodnik (MVP) sezonu zasadniczego                                |          | Connor McDavid Edmonton Oilers           |
|         | Maurice Richard Trophy Zdobywca największej ilości goli w sezonie zasadniczym                           |          | Sidney Crosby Pittsburgh Penguins        |
|         | Art Ross Memorial Trophy Zdobywca największej ilości punktów w sezonie zasadniczym                      |          | Connor McDavid Edmonton Oilers           |
|         | James Norris Memorial Trophy Najlepszy obrońca                                                          |          | Brent Burns San Jose Sharks              |
|         | Trofeum Vezina Najlepszy bramkarz                                                                       |          | Siergiej Bobrowski Columbus Blue Jackets |
|         | William M. Jennings Trophy Bramkarz, który puścił najmniejszą ilość goli rozgrywając minimum 25 spotkań |          | Braden Holtby Washington Capitals        |
|         | Calder Memorial Trophy Najlepszy debiutant                                                              |          | Auston Matthews Toronto Maple Leafs      |
|         | Plus/Minus Award Zawodnik z najlepszą statystyką +/−                                                    |          | Jason Zucker Ryan Suter Minnesota Wild   |
|         | Jack Adams Award Trener roku                                                                            |          | John Tortorella Columbus Blue Jackets    |
|         | Lady Byng Memorial Trophy Zawodnik łączący kulturę na boisku z wysokim poziomem sportowym               |          | Johnny Gaudreau Calgary Flames           |
|         | Bill Masterton Memorial Trophy Zawodnik wytrwały i pełen poświęcenia w grze                             |          | Craig Anderson Ottawa Senators           |
|         | Frank J. Selke Trophy Najlepszy napastnik defensywny                                                    |          | Patrice Bergeron Boston Bruins           |
|         | Conn Smythe Trophy Najwartościowszy zawodnik (MVP) play-off                                             |          | Sidney Crosby Pittsburgh Penguins        |

### Trzy gwiazdy miesiąca (NHL Three Stars of the Month)
| Miesiąc     | 1 | 1                                        | 2 | 2                                        | 3 | 3                                      |
| ----------- | - | ---------------------------------------- | - | ---------------------------------------- | - | -------------------------------------- |
| Październik |   | Connor McDavid Edmonton Oilers           |   | Shea Weber Montreal Canadiens            |   | Jonathan Marchessault Florida Panthers |
| Listopad    |   | Pekka Rinne Nashville Predators          |   | Nikita Kuczerow Tampa Bay Lightning      |   | Connor McDavid Edmonton Oilers         |
| Grudzień    |   | Siergiej Bobrowski Columbus Blue Jackets |   | Jewgienij Małkin Pittsburgh Penguins     |   | Devan Dubnyk Minnesota Wild            |
| Styczeń     |   | Jewgienij Kuzniecow Washington Capitals  |   | Brad Marchand Boston Bruins              |   | Brent Burns San Jose Sharks            |
| Luty        |   | Jonathan Toews Chicago Blackhawks        |   | Filip Forsberg Nashville Predators       |   | Braden Holtby Washington Capitals      |
| Marzec      |   | Nikita Kuczerow Tampa Bay Lightning      |   | Siergiej Bobrowski Columbus Blue Jackets |   | Patrick Kane Chicago Blackhawks        |